# Morell americà
El morell americà (Aythya americana) és una espècie d'ocell de la família dels anàtids (Anatidae) que habita en època de cria en aiguamolls, llacs, llacunes i rius des d'Alaska central fins als Estats Units nord-occidentals. Passa l'hivern a una ampla zona cap al sud, que inclou les zones costaneres del Pacífic des del Canadà fins a Amèrica Central i per la banda de l'Atlàntic des dels Estats Units. També arriba en hivern fins a les illes Hawaii.